# Rúben Semedo
Rúben Afonso Borges Semedo (Amadora, 4 april 1994) is een Portugees voetballer die bij voorkeur als centrale verdediger speelt.

## Clubcarrière
Semedo is afkomstig uit de jeugd van Sporting CP. Tijdens het seizoen 2014/15 werd hij verhuurd aan het Spaanse CF Reus Deportiu. Op 9 augustus 2015 debuteerde hij voor Sporting in de Supercup tegen SL Benfica. In de eerste helft van het seizoen 2015/16 werd de centrumverdediger verhuurd aan Vitória Setúbal. In januari 2016 keerde hij terug bij Sporting. Op 30 januari 2016 maakte hij zijn competitiedebuut voor Sporting in de thuiswedstrijd tegen Académica Coimbra. In maart 2016 zette Semedo zijn handtekening onder een nieuw, verbeterd contract tot medio 2022. Op 7 juni 2017, maakte Semedo een transfer naar Villarreal CF voor €14 miljoen. Die club verhuurde hem aan SD Huesca en Rio Ave. In 2019 vertrok hij naar Olympiakos Piraeus.

## Interlandcarrière
In 2014 speelde Semedo vier interlands voor Portugal –20. In 2016 debuteerde hij in Portugal in –21. Semedo maakte zijn debuut voor nationale ploeg op 7 oktober 2020 in een vriendschappelijke wedstrijd tegen Spanje (0-0).